# Pływanie na Mistrzostwach Świata w Pływaniu 2019 – 4 × 100 m stylem dowolnym kobiet
Sztafeta 4 × 100 m stylem dowolnym kobiet – jedna z konkurencji, która odbyła się podczas Mistrzostw Świata w Pływaniu 2019. Eliminacje i finał miały miejsce 21 lipca.
Sztafeta australijska w składzie: Bronte Campbell, Brianna Throssell, Emma McKeon i Cate Campbell zdobyła złoty medal i pobiła rekord mistrzostw, uzyskawszy czas 3:30,21. Srebro wywalczyły Amerykanki, ustanawiając nowy rekord obu Ameryk (3:31,02). Na trzecim miejscu uplasowały się reprezentantki Kanady, które czasem 3:31,78 poprawiły rekord swojego kraju.

## Rekordy
Przed zawodami rekordy świata i mistrzostw wyglądały następująco:
| Rekord                   | Reprezentacja | Czas    | Miejsce      | Data             |
| ------------------------ | ------------- | ------- | ------------ | ---------------- |
| Rekord świata            | Australia     | 3:30,05 | Gold Coast   | 5 kwietnia 2018  |
| Rekord mistrzostw świata | Australia     | 3:31,48 | Kazań        | 2 sierpnia 2015  |
| Rekord świata juniorek   | Kanada        | 3:36,19 | Indianapolis | 27 sierpnia 2017 |

W trakcie zawodów ustanowiono następujące rekordy:
| Data     | Etap konkurencji | Reprezentacja                                                                                                 | Czas    | Rekord |
| -------- | ---------------- | --- | ------- | ------ |
| 21 lipca | finał            | Australia · Bronte Campbell (52,85) · Brianna Throssell (53,34) · Emma McKeon (52,57) · Cate Campbell (51,45) | 3:30,21 | CR     |

## Wyniki

### Eliminacje
Eliminacje rozpoczęły się o 12:21.
| Miejsce | Wyścig | Tor | Państwo           | Zawodniczki                                                                                             | Czas    | Uwagi |
| ------- | ------ | --- | ----------------- | --- | ------- | ----- |
| 1.      | 2      | 4   | Australia         | Cate Campbell (52,44) Brianna Throssell (53,66) Madison Wilson (53,90) Bronte Campbell (53,39)          | 3:33,39 | Q     |
| 2.      | 2      | 5   | Kanada            | Kayla Sanchez (53,61) Penny Oleksiak (52,75) Rebecca Smith (54,37) Margaret MacNeil (54,00)             | 3:34,73 | Q     |
| 3.      | 2      | 1   | Szwecja           | Michelle Coleman (54,33) Sarah Sjöström (51,91) Hanna Eriksson (55,70) Louise Hansson (54,09)           | 3:36,03 | Q     |
| 4.      | 1      | 4   | Stany Zjednoczone | Allison Schmitt (55,04) Abbey Weitzeil (53,07) Margo Geer (53,61) Lia Neal (54,41)                      | 3:36,13 | Q     |
| 5.      | 2      | 3   | Japonia           | Rika Omoto (54,21) Tomomi Aoki (54,01) Aya Sato (53,98 ) Rio Shirai (53,97)                             | 3:36,17 | Q     |
| 6.      | 1      | 5   | Holandia          | Kim Busch (55,39) Femke Heemskerk (52,60) Kira Toussaint (54,32) Ranomi Kromowidjojo (54,31)            | 3:36,62 | Q     |
| 7.      | 1      | 3   | Chiny             | Zhu Menghui (54,56) Wu Qingfeng (54,99) Wang Jingzhuo (54,76) Yang Junxuan (53,58)                      | 3:37,89 | Q     |
| 8.      | 1      | 2   | Niemcy            | Annika Bruhn (55,35) Reva Foos (54,85) Julia Mrozinski (54,28) Jessica Steiger (54,07)                  | 3:38,55 | Q     |
| 9.      | 1      | 6   | Rosja             | Darja Ustinowa (54,55) Marija Kamieniewa (53,99) Sofja Łobowa (55,55) Arina Opionyszewa (54,85)         | 3:38,94 |       |
| 10.     | 1      | 7   | Hongkong          | Camille Cheng (55,23) Siobhan Haughey (52,89) Ho Nam Wai (56,64) Tam Hoi Lam (55,64)                    | 3:40,40 |       |
| 11.     | 1      | 0   | Czechy            | Barbora Seemanová (55,09) Anna Kolářová (55,93) Simona Kubová (55,50) Anika Apostalon (54,26)           | 3:40,78 |       |
| 12.     | 2      | 7   | Polska            | Katarzyna Wasick (55,03) Alicja Tchórz (55,00) Dominika Kossakowska (55,80) Aleksandra Polańska (55,18) | 3:41,01 |       |
| 13.     | 2      | 2   | Szwajcaria        | Nina Kost (56,03) Alexandra Touretski (55,95) Maria Ugolkova (54,22) Noémi Girardet (55,10)             | 3:41,30 |       |
| 14.     | 2      | 6   | Dania             | Julie Kepp Jensen (55,45) Signe Bro (55,97) Jeanette Ottesen (54,85) Emily Gantriis (55,93)             | 3:42,20 |       |
| 15.     | 2      | 0   | Korea Południowa  | Lee Kun-a (55,80) Jeong So-eun (55,22) Choi Ji-won (55,97) Jung You-in (55,59)                          | 3:42,58 |       |
| 16.     | 2      | 8   | Turcja            | Selen Özbilen (55,30) Gizem Güvenç (55,63) Wiktorija Zeynep Güneş (55,89) Ekaterina Avramova (56,21)    | 3:43,03 |       |
| 17.     | 1      | 1   | Singapur          | Quah Ting Wen (55,43) Cherlyn Yeoh (54,96) Christie Chue (56,42) Quah Jing Wen (56,30)                  | 3:43,11 |       |
| 18.     | 1      | 8   | Południowa Afryka | Erin Gallagher (55,17) Tayla Lovemore (56,21) Emma Chelius (55,28) Rebecca Meder (56,69)                | 3:43,35 | AF    |

### Finał
Finał rozpoczął się o 21:33 czasu lokalnego.
| Miejsce | Tor | Państwo           | Zawodniczki                                                                                   | Czas    | Uwagi |
| ------- | --- | ----------------- | --------------------------------------------------------------------------------------------- | ------- | ----- |
| 1. !    | 4   | Australia         | Bronte Campbell (52,85) Brianna Throssell (53,34) Emma McKeon (52,57) Cate Campbell (51,45)   | 3:30,21 | CR    |
| 2. !    | 6   | Stany Zjednoczone | Mallory Comerford (52,98) Abbey Weitzeil (52,66) Kelsi Dahlia (53,46) Simone Manuel (51,92)   | 3:31,02 | AM    |
| 3. !    | 5   | Kanada            | Kayla Sanchez (53,72) Taylor Ruck (52,19) Penny Oleksiak (52,69) Margaret MacNeil (53,18)     | 3:31,78 | NR    |
| 4.      | 7   | Holandia          | Kim Busch (55,23) Ranomi Kromowidjojo (52,92) Kira Toussaint (54,76) Femke Heemskerk (52,41)  | 3:35,32 |       |
| 5.      | 1   | Chiny             | Yang Junxuan (53,68) Zhu Menghui (53,39) Wu Qingfeng (54,26) Wang Jingzhuo (54,50)            | 3:35,83 |       |
| 6.      | 3   | Szwecja           | Sarah Sjöström (52,23) Michelle Coleman (53,88) Louise Hansson (54,33) Sophie Hansson (55,89) | 3:36,33 |       |
| 7.      | 2   | Japonia           | Tomomi Aoki (54,62) Aya Sato (53,91) Rio Shirai (54,23) Rika Omoto (54,03)                    | 3:36,79 |       |
| 8.      | 8   | Niemcy            | Jessica Steiger (54,59) Julia Mrozinski (55,02) Reva Foos (54,72) Annika Bruhn (54,74)        | 3:39,07 |       |